# Научный центр психического здоровья
Федеральное государственное бюджетное научное учреждение «Нау́чный центр психи́ческого здоро́вья» (ФГБНУ НЦПЗ) — медицинская научная организация, подведомственная Министерству науки и высшего образования, специализирующаяся на исследовании и лечении психических заболеваний. До 2018 года относилась к Российской академии медицинских наук — НЦПЗ РАМН.

## История
Научный центр психического здоровья Академии медицинских наук начал своё существование в 1944 году как Институт психиатрии Академии медицинских наук СССР (АМН СССР). Постановление об учреждении при Народном комиссариате здравоохранения СССР Академии медицинских наук СССР вышло 30 июня 1944 года. Учредительная сессия АМН СССР состоялась 20—22 декабря 1944 году. Среди первых 60 академиков был В. А. Гиляровский, ставший директором Института психиатрии АМН СССР.
Институт психиатрии АМН СССР был в числе первых 25 научных учреждений только что созданной Академии медицинских наук. В этом статусе Институт психиатрии находился до 1981 года, когда он был трансформирован в Научный центр психического здоровья АМН СССР.

### Названия
- 30.06.1944—1948 — Институт психиатрии АМН СССР;
- 1948—1959 годы — Институт психиатрии Министерства здравоохранения СССР;
- 1959—1981 годы — Институт психиатрии АМН СССР;
- 15.10.1981—04.01.1992 — Всесоюзный научный центр психического здоровья АМН СССР;
- 04.01.1992—07.06.2000 — Научный центр психического здоровья Российской академии медицинских наук;
- 07.06.2000—25.06.2008 — Государственное учреждение «Научный центр психического здоровья» Российской академии медицинских наук;
- 25.06.2008—23.11.2011 — Учреждение Российской академии медицинских наук Научный центр психического здоровья РАМН;
- 23.11.2011—27.09.2013 — Федеральное государственное бюджетное учреждение «Научный центр психического здоровья» Российской академии медицинских наук;
- 27.09.2013—10.12.2014 — Федеральное государственное бюджетное учреждение «Научный центр психического здоровья».
- 11.12.2014 — наст. время — Федеральное государственное бюджетное научное учреждение «Научный центр психического здоровья».

### Директора
- 1944—1952 годы — В. А. Гиляровский, академик АМН СССР;
- 1952—1960 годы — Д. Д. Федотов — психиатр, д. м. н., профессор;
- 1960—1962 годы — Н. М. Жариков, член-корреспондент РАМН, профессор кафедры психиатрии Московской медицинской академии им. И. М. Сеченова;
- 1962—1987 годы — А. В. Снежневский, академик АМН СССР;
- 1987—1993 годы — М. Е. Вартанян, академик АМН СССР;
- 1994—2015 годы — А. С. Тиганов, академик РАМН;
- 2015 — 2024 годы — Т. П. Клюшник, д. м. н., профессор.
- 2024 - настоящее время - Ю.А.Чайка, д.м.н.

Академики А. В. Снежневский и М. Е. Вартанян были непосредственными создателями Научного центра психического здоровья в его нынешнем виде. По их инициативе был построен клинический корпус центра, начавший работу в 1982 году. В нём размещены многие клиники центра и клинические лаборатории.

### История разработок института и центра
- 1944—1948 годы — научные разработки были связаны с анализом и обобщением опыта, накопленного отечественной психиатрией в годы Второй мировой войны. В фокусе исследований находились травматические поражения, неврозы военного времени, сомато-психические расстройства, обусловленные факторами военного времени и т. п. В эти же годы разрабатывались теории бреда и галлюцинаций, методы охранительного торможения в терапии психозов (в том числе разработанный под руководством первого директора института В. А. Гиляровского электросон).
- 1948—1962 годы — директор института Д. Д. Федотов был талантливым организатором[2], что определило направление работы института. Было проведено множество исследований, направленных на восстановление научной психиатрии, включая статистическо-эпидемиологические разработки, проблемы организации психиатрической помощи и координацию научных исследований в стране. Изучались практически все основные психические заболевания (шизофрения, эпилепсия, неврозы, алкоголизм, психозы позднего возраста, сосудистые психозы, патология детского возраста и т. п.).
- 1962—1982 годы — развитие психиатрических исследований в СССР с относительным распределением научных проблем по отдельным научным психиатрическим учреждениям (институтам, кафедрам психиатрии) позволило сконцентрировать усилия коллектива института на разработке одной проблемы — шизофрении в возрастном аспекте — от ранней детской до шизофрении позднего возраста с использованием мультидисциплинарного методического подхода (генетических, биохимических, иммунологических, нейроморфологических, нейрофизиологических и других методов). Наряду с этим были развиты клинические и биологические разработки в области психофармакологии, а также широкие эпидемиологические исследования.
- 1982 — 2015 годы — расширение исследований в области эндогенных психозов (шизофрения, аффективные, шизоаффективные психозы), дегенеративных атрофических процессов (деменций), пограничных психических нарушений (в том числе соматогенных расстройств). Продолжены исследования возрастных аспектов психических нарушений. Центр является одним из ведущих психиатрических центров в области биологической психиатрии[3]. Значительный раздел исследований составляют и разработки в области клинической психофармакологии и апробации новых лекарственных веществ. Сотрудники центра были привлечены к разработке МКБ-10 и её адаптации для российской психиатрии.
- 2015 - наст. время  —  развитие направлений позволяющих сформировать инновационные подходы  диагностике и персонализированной терапии социально значимых психических заболеваний, в частности, оригинальные разработки в области кинурениновой гипотезы аффективных расстройств, разработка клинико-биологической концепции шизофрении, введение уникальной диагностической системы предупреждения развития рецидива тяжёлых психических заболеваний - «Нейроиммунотест», новаторские методы определения метаболитов триптофана с целью оптимизации психофармакотерапии.

## Структура
ФГБНУ НЦПЗ является одним из ведущих научных учреждений страны в области исследования психического здоровья и психических патологий. В структуру НЦПЗ входят как научные отделы, так и лаборатории. При НЦПЗ существует клиника на 400 коек. В Центр входят и научно-вспомогательные отделения, такие как научный архив, научная библиотека и виварий.

### Научные отделы
- Отдел по изучению эндогенных психических расстройств и аффективных состояний
- Отдел детской психиатрии
- Отдел по изучению пограничной психической патологии и психосоматических расстройств
- Отдел по изучению проблем подростковой психиатрии
- Отдел юношеской психиатрии
- Отдел организации психиатрических служб
- Отдел медицинской психологии
- Отдел гериатрической психиатрии

### Лаборатории
- Лаборатория клинической биохимии
- Лаборатория биохимии
- Лаборатория нейрофизиологии
- Лаборатория нейрохимии
- Лаборатория психофармакологии
- Лаборатория клинической нейроиммунологии
- Лаборатория фармакокинетики
- Лаборатория патофизиологии
- Лаборатория доказательной медицины и биостатистики
- Лаборатория клинической генетики
- Лаборатория клинической нейроморфологии
- Лаборатория молекулярной генетики и цитогеномики мозга имени профессора Ю.Б.Юрова